# Sei giorni di Milano
La Sei giorni di Milano era una competizione di ciclismo su pista che si svolgeva a Milano, in Italia.

## Storia
Le prime due edizioni si sono corse nel 1927 e 1928; poi, dopo una lunga pausa, la gara si svolse ogni anno quasi ininterrottamente dal 1961 al 1984. Sospesa dal 1985, dopo i danni subiti dalle coperture del velodromo Vigorelli e del Palasport di San Siro a seguito della storica nevicata del 1985, fu ripresa dal 1996 al 1999. Dopo un ulteriore periodo di sospensione, nel 2008 se ne è tentato il ripristino, senza però continuità.
I migliori interpreti di questa competizione sono stati Francesco Moser con sei successi, René Pijnen con cinque e Peter Post, Gianni Motta, e Silvio Martinello con quattro vittorie.

## Albo d'oro
Aggiornato all'edizione 2008.
| Anno    | Vincitori                             | Secondi                               | Terzi                                     |
| ------- | ------------------------------------- | ------------------------------------- | ----------------------------------------- |
| 1927    | Costante Girardengo & Alfredo Binda   | Domenico Piemontesi & Piet van Kempen | Pietro Bestetti & Alfredo Dinali          |
| 1928    | Costante Girardengo & Pietro Linari   | Onésime Boucheron & Alessandro Tonani | Lucien Choury & Louis Fabre               |
| 1929-60 | non disputata                         | non disputata                         | non disputata                             |
| 1961    | Ferdinando Terruzzi & Reginald Arnold | Peter Post & Rik Van Looy             | Walter Bucher & Fritz Pfenninger          |
| 1962    | Rik Van Steenbergen & Emiel Severeyns | Reginald Arnold & Ferdinando Terruzzi | Peter Post & Rik Van Looy                 |
| 1963    | Peter Post & Ferdinando Terruzzi      | Klaus Bugdahl & Fritz Pfenninger      | Rik Van Steenbergen & Emiel Severeyns     |
| 1964    | Rik Van Steenbergen & Leandro Faggin  | Peter Post & Ferdinando Terruzzi      | Palle Lykke Jensen & Fritz Pfenninger     |
| 1965    | Rik Van Steenbergen & Gianni Motta    | Peter Post & Ferdinando Terruzzi      | Dieter Kemper & Horst Oldenburg           |
| 1966    | Peter Post & Gianni Motta             | Freddy Eugen & Palle Lykke Jensen     | Leandro Faggin & Patrick Sercu            |
| 1967    | Peter Post & Gianni Motta             | Klaus Bugdahl & Patrick Sercu         | Leandro Faggin & Sigi Renz                |
| 1968    | Peter Post & Gianni Motta             | Rudi Altig & Felice Gimondi           | Dieter Kemper & Horst Oldenburg           |
| 1969    | Dieter Kemper & Horst Oldenburg       | Eddy Merckx & Patrick Sercu           | Michele Dancelli & Peter Post             |
| 1970    | Dieter Kemper & Norbert Seeuws        | Klaus Bugdahl & Sigi Renz             | Romain Deloof & Fritz Pfenninger          |
| 1971    | Eddy Merckx & Julien Stevens          | Gianni Motta & Peter Post             | Erich Spahn & Fritz Pfenninger            |
| 1972    | Felice Gimondi & Sigi Renz            | Gianni Motta & Patrick Sercu          | Carlo Rancati & Alain Van Lencker         |
| 1973    | Patrick Sercu & Julien Stevens        | Gianni Motta & Alain Van Lencker      | Felice Gimondi & Sigi Renz                |
| 1974-75 | non disputata                         | non disputata                         | non disputata                             |
| 1976    | Francesco Moser & Patrick Sercu       | Felice Gimondi & Rik Van Linden       | Albert Fritz & Wolfgang Schulze           |
| 1977    | Felice Gimondi & Rik Van Linden       | Freddy Maertens & Marc Demeyer        | Francesco Moser & René Pijnen             |
| 1978    | Francesco Moser & René Pijnen         | Giuseppe Saronni & Patrick Sercu      | Donald Allan & Felice Gimondi             |
| 1979    | Francesco Moser & René Pijnen         | Albert Fritz & Wilfried Peffgen       | Patrick Sercu & Felice Gimondi            |
| 1980    | Giuseppe Saronni & Patrick Sercu      | Albert Fritz & René Pijnen            | Roger De Vlaeminck & Alfons De Wolf       |
| 1981    | Francesco Moser & Patrick Sercu       | Albert Fritz & René Pijnen            | Donald Allan & Danny Clark                |
| 1982    | Giuseppe Saronni & René Pijnen        | Francesco Moser & Patrick Sercu       | Maurizio Bidinost & Urs Freuler           |
| 1983    | Francesco Moser & René Pijnen         | Moreno Argentin & Patrick Sercu       | Maurizio Bidinost & Urs Freuler           |
| 1984    | Francesco Moser & René Pijnen         | Guido Bontempi & Dietrich Thurau      | Roman Hermann & Horst Schütz              |
| 1985-95 | non disputata                         | non disputata                         | non disputata                             |
| 1996    | Silvio Martinello & Marco Villa       | Kurt Betschart & Bruno Risi           | Pierangelo Bincoletto & Giovanni Lombardi |
| 1997    | Silvio Martinello & Marco Villa       | Kurt Betschart & Bruno Risi           | Adriano Baffi & Gianni Bugno              |
| 1998    | Silvio Martinello & Étienne De Wilde  | Adriano Baffi & Andreas Kappes        | Matthew Gilmore & Marco Villa             |
| 1999    | Silvio Martinello & Marco Villa       | Adriano Baffi & Andreas Kappes        | Andrea Collinelli & Jimmi Madsen          |
| 2000-07 | non disputata                         | non disputata                         | non disputata                             |
| 2008    | Paolo Bettini & Joan Llaneras         | Filippo Pozzato & Luke Roberts        | Sebastián Donadio & Walter Pérez          |